# 座間市立市民体育館
座間市立市民体育館（ざましりつしみんたいいくかん）は、神奈川県座間市相武台にある屋内スポーツ施設である。愛称はスカイアリーナ座間。

## 概要
1994年10月29日開館。
2006年より指定管理者制度が導入され、公益財団法人（当時：財団法人）座間市スポーツ・文化振興財団が管理運営に当たっている。

## 施設
- 大体育室 2,552m2
  - バレーボール4面、バスケットボール3面 、バドミントン12面 、卓球16面、体操9種目
  - 観覧席2,136席（固定席792（車椅子用席8含む）、移動席1,344）
- 中体育室 1,040m2
  - バレーボール2面、バスケットボール1面、バドミントン6面、卓球6面、体操7種目
- 武道室 717m2
  - 柔道2面、剣道2面
- 弓道場 755m2
- トレーニング室 505m2
- ジョギングコース 1周220m
- 幼児体育室 239m2

## 主な大会・イベント
- Bリーグの横浜ビー・コルセアーズがbjリーグ時代にホームゲームで使用していた[3]。
- 2013年8月25日に座間出身の井上尚弥が日本タイトルに挑戦する試合が行われ[4]、歴代タイ記録となるデビュー4戦での同タイトル奪取を果たした。2016年9月4日に行われたWBO世界スーパーフライ級王座3度目の防衛戦でも使用された。

## 交通アクセス
- 小田急小田原線相武台前駅より徒歩約7分